# Stenostomum temporaneum
Stenostomum temporaneum är en plattmaskart. Stenostomum temporaneum ingår i släktet Stenostomum och familjen Stenostomidae. Inga underarter finns listade i Catalogue of Life.